# El verano o los cinco sentidos
El verano o los cinco sentidos (en francés: L'été ou Les cinq sens) es un cuadro realizado por el pintor Sebastian Stoskopff. Mide 114 cm de alto y 186 cm de ancho, y está pintado al óleo sobre lienzo. Data de 1633 y se encuentra en el Musée de l'Œuvre Notre-Dame, en Estrasburgo.
Sebastian Stoskopff fue un pintor barroco alsaciano, especializado en bodegones. Desarrolló una obra notablemente original, de tono misterioso y fascinante, de alusiones simbólicas, perfeccionista y casi maniático en su precisión, con gusto por el trompe-l'œil y por una extraña fijación de los objetos, que parecen inmóviles y atemporales, casi metafísicos, como sumidos en un mundo de silencio y melancolía.
Esta obra se enmarca en el género de la naturaleza muerta o bodegón, al tiempo que ofrece un rico lenguaje simbólico referente a dos alegorías: el verano, por un lado, y los cinco sentidos. El artista hizo el mismo año otra tela de iguales alusiones alegóricas: El invierno o los cuatro elementos, conservado también el Musée de l'Œuvre Notre-Dame de Estrasburgo.
La composición se centra en una joven situada en el centro del cuadro, con el rostro de perfil y sosteniendo un cesto de frutas con la mano. Como es habitual en la obra de Stoskopff, tanto la figura como los objetos están inmóviles, en un aura de quietud atemporal. Esparcidos en la mesa y el fondo de la habitación se encuentran los diversos objetos que aluden a los cinco sentidos: las flores, el olfato; las frutas, el gusto; el violín, el laúd y las partituras musicales, el oído; el tablero de ajedrez y los dados, el tacto; y la esfera celeste, la vista.
El espacio se divide en tres planos: en primer término, la mesa cubierta por un tapete persa y la esfera celeste; en un plano medio, la muchacha y los objetos colgados en la pared: el violín, un reloj y un espejo; al fondo, una puerta o ventana da acceso a una terraza donde aparecen una mujer con un perro, con un paisaje al fondo donde se divisan varios edificios y un cielo parcialmente nublado en la parte superior. La luz que entra por esta abertura apenas incide en la habitación, sumida más bien en la penumbra.
Algunos objetos de la escena denotan ciertas características alusivas a la fragilidad y la futilidad de la existencia, como el tablero como símbolo del azar, la cuerda rota del laúd y el reloj sin agujas. También hay una alusión religiosa: en la partitura grande se leen los versos finales del salmo 76, «Haced votos a Yahvé, vuestro Dios, y cumplidlos; cuantos están en derrededor traigan dones al Terrible, pues él abate el coraje de los príncipes, y es terrible a los reyes de la tierra», lo que se interpreta como la necesidad de volver los ojos hacia el Creador.